# Gardner Boultbee
Jack Gardner „Gard” Boultbee (ur. 23 kwietnia 1907 w Vancouver, zm. 1 sierpnia 1980) – kanadyjski żeglarz sportowy, medalista olimpijski.
Podczas letnich igrzysk olimpijskich w Los Angeles (1932) zdobył, wspólnie z Philipem Rogersem, Geraldem Wilsonem i Kennethem Glassem, brązowy medal w żeglarskiej klasie 6 metrów.
Gardner Boultbee, wieloletni członek Royal Vancouver Yacht Club, zaczął żeglować w latach dwudziestych XX wieku i został wybrany do reprezentowania Kanady na olimpiadzie w 1932. Kanadyjczycy przegrali pierwsze cztery wyścigi i zrezygnowali z uczestnictwa w dwóch pozostałych, nie mając już szans na poprawienie pozycji (zdobyli brązowe medale, ponieważ rywalizowały tylko trzy zespoły). Od lat czterdziestych XX wieku zajmował się hodowlą bydła w Kolumbii Brytyjskiej, a w latach sześćdziesiątych XX wieku był członkiem rady miejskiej w kanadyjskim mieście Kamloops.